# Polymixis ruficincta
Polymixis ruficincta là một loài bướm đêm trong họ Noctuidae.